# Junior Miller
Pour les articles homonymes, voir Miller.
(en) Statistiques sur pro-football-reference
Junior Miller (né le 26 novembre 1957 à Midland) est un joueur américain de football américain.

## Atlanta Falcons
Drafté en 7e position du draft de 1980, Miller rejoint les Falcons d'Atlanta. Sa première saison est excellente puisqu'il inscrit 9 touchdowns et obtient le ballon 46 fois. Il joue la totalité des matchs de la saison régulière. Le club se qualifie pour les play-offs; malheureusement, Atlanta chute à domicile au premier tour dans un match serré contre les Dallas Cowboys (27-30). Miller participe cependant au Pro Bowl de 1980.
Miller n'arrive pas à égaler ses statistiques de la première saison, se contentant de 32 ballons pour 3 touchdowns; le club finit second de sa poule, dominé par les San Francisco 49ers. Il participe à son second et dernier pro bowl de sa carrière.
Les Falcons rattrape la déception de la saison 81 et se qualifie pour les play-offs dans une saison marquée par une grève et qui verra se disputer seulement 9 matchs par équipes, les Falcons se font éliminer au premier tour par les Minnesota Vikings 30-24.
La saison 1983 voit les Falcons finirent dernier de leur poule, Miller enregistre ses plus mauvaises stats avec 16 ballons reçus. Miller est transféré chez les Saints.

## New Orleans Saints
Sous les couleurs blanches des Saints, Miller joue 15 matchs mais ses stats sont très basses recevant 8 ballons pour un touchdown. Il décide de mettre un terme à sa carrière après cette saison qui verra l'équipe terminer 3e et donc une non-qualification au play-offs.